# Ludwik Sauvan
Ludwik Aleksander Sauvan (ur. 1798 w Warszawie, zm. 11 kwietnia 1843 tamże) – doktor medycyny, hydroterapeuta.

## Życiorys
Urodził się w Warszawie, był synem Dawida, lekarza, emigranta francuskiego i Marii z domu Danielskich. Ukończył w Warszawie liceum i w latach 1814–1819 studiował medycynę na uniwersytecie wileńskim. W 1823 obronił doktorat z medycyny na podstawie pracy „De femoris extirpatione”.
W 1824 został członkiem Towarzystwa Lekarskiego Warszawskiego, a w 1829 członkiem Towarzystwa Dobroczynności z prawem wystawiania bezpłatnych recept dla ubogich. W czasie Bitwy pod Grochowem pracował w szpitalu polowym.
W połowie 1834 rozpoczął pracę jako osobisty lekarz Zygmunta Krasińskiego i przez trzy lata towarzyszył poecie w podróżach zagranicznych. 
W 1836 w słynnym zakładzie leczenia zimną wodą V.Pressnitza poznał gruntownie zasady hydroterapii.
W 1838 powrócił do Warszawy. Dwa lata później odkrył źródła lecznicze w Wierzbnie i utworzył zakład hydropatyczny według metody Priessnitza, od którego nazwiska pochodzi słowo „prysznic”.
Po śmierci Ludwika Sauvana zakład prowadzony przez jego córkę podupadał. W 1853 został odnowiony przez Jana Mateckiego. Ostatecznie upadł w 1866 a miejscowość stała się popularnym dla Warszawy letniskiem. Ludwik Sauvan został pochowany na cmentarzu Powązkowskim (kwatera 4-1/2-16).

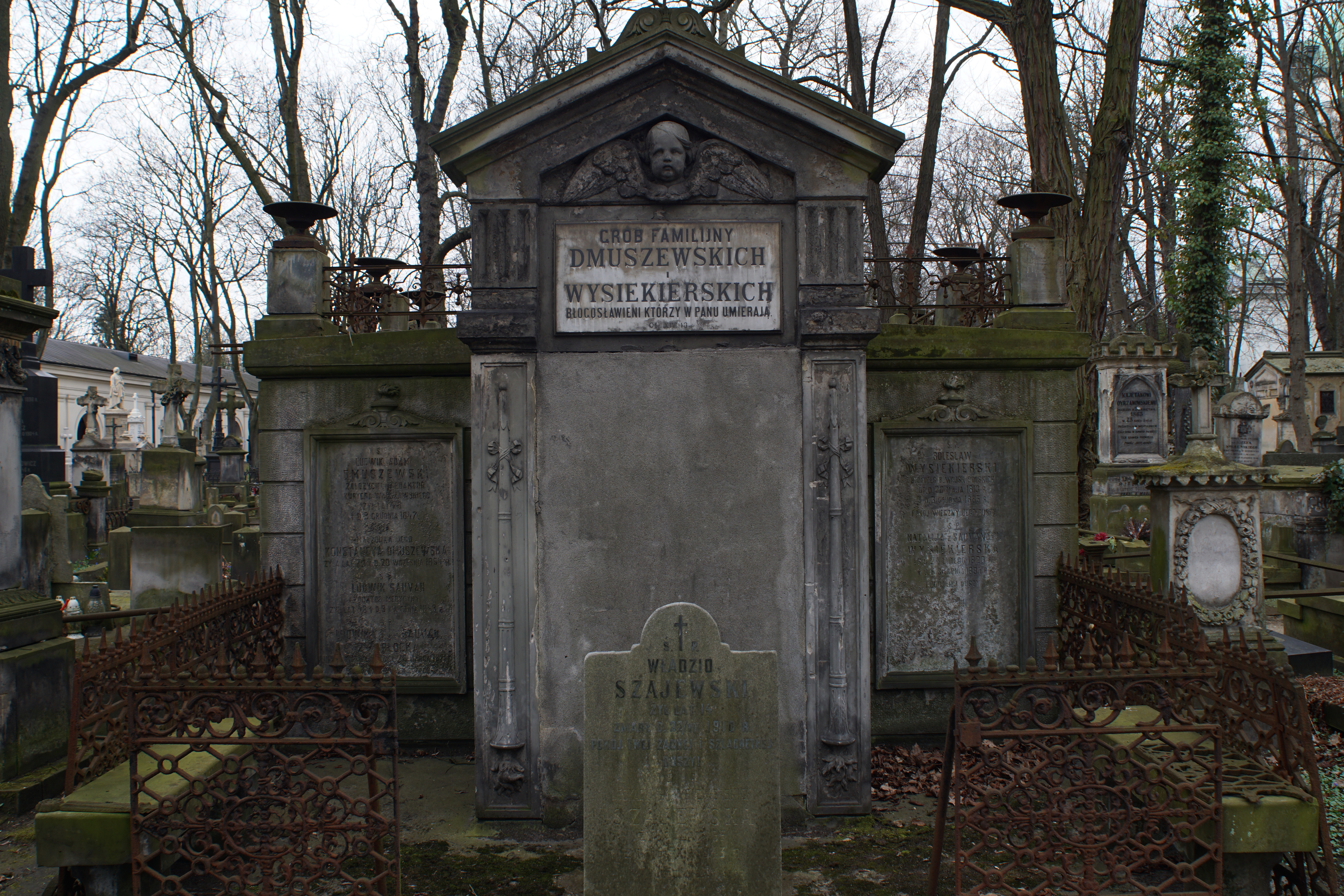
Grób na cmentarzu Powązkowskim